# Menjant garotes

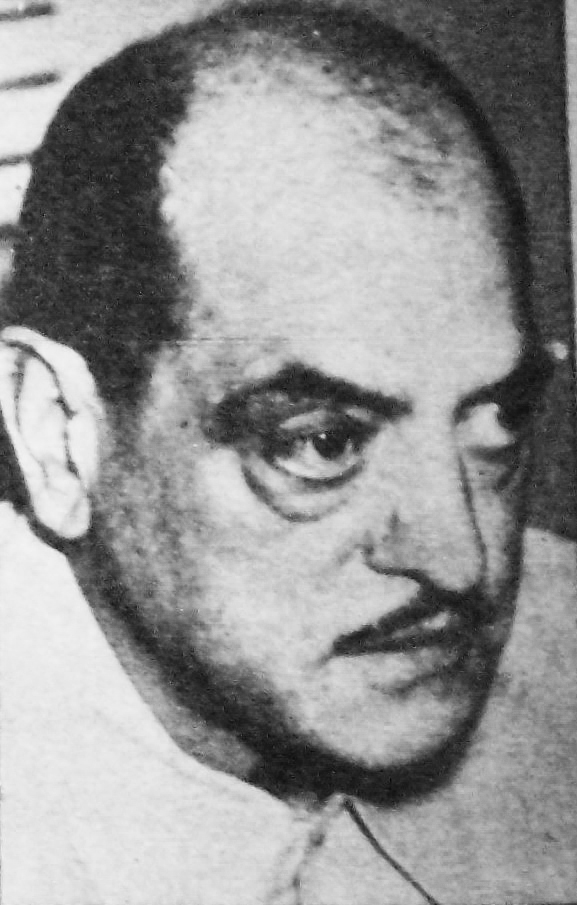
Luis Buñuel, director de la pel·lícula

Menjant Garotes (títol original en Espanyol: Comiendo erizos), és una pel·lícula documental de 4 minuts dirigida per Luis Buñuel Portolés (Calanda, Terol, 22 de febrer de 1900 - Ciutat de Mèxic, 29 de juliol de 1983) i produïda l'any 1930 aprofitant la seva visita a la casa de la família Dalí a Llané durant la filmació de “L'Âge d'or”.

## Sinopsi
Aquest curtmetratge consta d'un rotlle de 35mm de pel·lícula on se'ns mostren diferents escenes quotidianes de la vida de la família Dalí. D'aquesta manera s'obté un caràcter documental del qual no se'n coneix realment la intenció del director espanyol.
Entre les diferents escenes hi ha una en concret on el pare del pintor, el notari Salvador Dalí i Cusí menja una garota, motiu pel qual el film rep el nom de Menjant Garotes.

## Descobriment del film
El descobriment d'aquest petit film es va donar per casualitat durant la visita de Romà Gubern, Ian Gibson i Rafael Santos, tres treballadors de la televisió pública espanyola, a casa els Dalí, on encara hi vivia la germana del pintor, Ana María Dalí, amb l'objectiu de recollir informació per a un documental de TVE sobre els artistes surrealistes espanyols.
En aquesta trobada Ana María Dalí els va ensenyar el breu documental del que no se'n tenia constància, però es va negar a deixar-los-hi.
Aquesta visita es va donar el dia 16 de desembre de 1988, però no va ser fins al juliol de 1989, data posterior a la defunció de la germana del pintor, que la Filmoteca de Catalunya va recuperar la pel·lícula i es va iniciar un procés d'investigació i estudi sobre ella.